# قنداف
قنداف هي بلدة ومجلس اتحاد منطقة سوابي في مقاطعة خيبر بختونخوا في باكستان.  تقع عند 34 ° 7'0 شمالاً و 72 ° 41'0 شرقاً بارتفاع 538 متراً (1768 قدمًا).  قنداف هي منطقة محاطة بسلسلة جبلية وهي قريبة جداً من المنطقة الصناعية جدون أمازي وهي عاصمة منطقة غادون حيث تعيش فقط قبيلة البشتون "غادون"، كما أن نهر السند مرتبط أيضاً بهذه القرية. بسبب نقص الكليات والجامعات ، ذهب العديد من جادون إلى سوابي أو إلى أماكن أخرى.[بحاجة لمصدر]